# Piero Otiniano
Piero Alexander Joel Otiniano Alva (Chimbote, Perú, 6 de marzo de 2002) es un futbolista peruano quejuega como defensa central y su equipo actual es el Sociedad Tiro N.° 28 de la Copa Perú.

## Inicios
Piero Alexander Joel Otiniano Alva nació en Chimbote, en el departamento de Ancash y fue criado con su familia en la capital peruana, Lima. 
Desde pequeño comenzó a destacar en academias de su localidad que tras un convenio de clubes, iniciaría su carrera juvenil en la Escuela Municipal de Ventanilla el 2017 hasta la siguiente temporada. Luego pasaría a formar con la Academia Cantolao en 2019, tras ser clave en diversos encuentros de las reservas quedó en la mira de los directivos del Sport Boys Association quienes lograron formarlo parte de las reservas del club a mediados del 2020.

## Trayectoria

### Inicios en Sport Boys
Tras destacar en las filiales del club es promovido al primer equipo a inicios del 2021, firmando su primer contrato profesional. El 24 de abril fue convocado para jugar un partido por la quinta fecha de la Liga ante Alianza Universidad, encuentro donde su equipo perdería 1-0. Su primera temporada la terminaría sin jugar ningún partido; sin embargo su equipo clasificó a la Copa Sudamericana después de 20 años de estar ausente en un torneo internacional.
En la temporada siguiente tras un mal comienzo de Liga y la temprana eliminación de Copa Sudamericana, pese a ello Otiniano no fue llamado en ninguno de esos encuentros y presentaba solo cuatro convocatorias sin salir a jugar pasando mitad de año; sin embargo, tras la llegada del técnico peruano Juan Alayo lo convocó más seguido. Este mismo lo hizo debutar en un partido oficial contra el Alianza Atlético, en el Estadio Iván Elías Moreno el 6 de octubre de 2022.